# Dervish
Dervish és un grup de música tradicional irlandesa del comtat de Sligo a Irlanda, format l'any 1989 per Liam Kelly, Shane Mitchell, Martin McGinley, Brian McDonagh i Michael Holmes. El grup es va formar originalment per enregistrar un àlbum de música local que més tard fou posat a la venda amb el nom de The Boys of Sligo. Més tard van formar Dervish, nom que va ser escollit per estar relacionat amb grups de gent espiritual encisats per la música.

## Història
El 1991 es va unir al grup la cantat de Roscommon Cathy Jordan i el violinista campió d'Irlanda Shane McAleer. El primer àlbum de Dervish, Harmony Hill, es va posar a la venda el 1992 amb gran èxit. El 1994 va sortir a la venda el seu segon àlbum, Playing with Fire, que va arribar al número 1 a la llista d'èxits de música folk irlandesa (Irish Folk Music Chart) i a la llista internacional de la música World/Roots. El 1996 Dervish va llançar a la venda At the End of the Day, que va guanyar el premi Hot Press Folk Album of the Year.
Els concerts de Dervish es caracteritzen per multitud de sons i estats d'ànim que van des de melodies de gran energia, interpretades amb fluïdesa i intuïció, a cançons meravellosament compassades, de precioses lletres de vida i amor, i a inspiradores melodies que fan aixecar el públic dels seus seients. Tots els elements són combinats per l'autoritària presència a l'escenari de Cathy Jordan. Les històries de les seves cançons i la seva interacció amb el públic arrossega la gent cap a la música d'una manera que pocs artistes poden assolir.
El seu quart àlbum, Live in Palma, va ser enregistrat amb públic en directe al Teatre Principal de Palma l'abril de 1997 i va rebre grans elogis. El mateix any els lectors de l'Irish Music Magazine van atorgar a Dervish el premi al millor grup de música tradicional/folk de l'any. El 1998 Shane McAller va deixar el grup i va ser substituït per Séamus O'Dowd, un conegut músic de Sligo, amb un marcat estil interpretatiu de violí de Sligo, i per Tom Morrow del comtat de Leitrim, campió d'Irlanda de violí. Aleshores al grup hi havia set membres: Cathy Jordan (veu, bodhrán, ossos), Tom Morrow (violí, viola), Shane Mitchell (acordió), Liam Kelly (flauta travessera irlandesa, low whistle), Séamus O'Dowd (guitarres, harmònica), Michael Holmes (buzuki) i Brian Mc Donagh (mandola, mandolina). El cinquè àlbum del grup, Midsummer's Night, a la venda el 1999, va ser votat com a millor àlbum tradicional irlandès de l'any.
El 2001 Dervish posà a la venda Decade, una recopilació de temes dels primers cinc àlbums. El 2003 enregistraren Spirit i A Healing Heart el 2006. El 2003 l'ajuntament de Sligo va concedir la clau de la ciutat al grup pels seus assoliments artístics internacionals i la seva dedicació i promoció del patrimoni local.
El 2005 el Taoiseach (Primer ministre irlandès) Bertie Ahern va convidar Dervish a acompanyar-lo a una missió comercial irlandesa a la Xina. El 2006 Dervish va acompanyar la Presidenta irlandesa Mary McAleese a les seves Visites d'Estat a Letònia i Lituània i van fer un concert especial a la sala principal de la Casa de la Societat de Letònia a Riga per a la Presidenta McAleese i el President Vike-Freiberga de Letònia.
El 14 de novembre de 2006, la cadena nacional irlandesa de ràdio i televisó RTÉ va anunciar que Dervish representaria Irlanda al Festival de la Cançó d'Eurovisió 2007. Dervish va quedar en darrera posició amb cinc punts, atorgats pel jurat d'Albània a causa d'una televotació fallida, per la seva interpretació de "They Can't Stop The Spring".
L'octubre del 2007 Dervish va posar a la venda Travelling Show produït en part per John Reynolds.

## Discografia
- The Boys of Sligo (1989)

1. The Donegal Set
2. The Dolphin/The Clapton Jigs
3. Thos Byrnes/The Man Of Aran
4. Jackson's/The Cliffs of Glencolumbkile
5. The Sligo Set
6. The Raphoe/The Chestnut Tree
7. The Boys Of Sligo/Monaghan Twig
8. The World's End Set
9. Eddie Kelly's Jigs
10. Unknown/Return From Camden Town
11. The Key Of The Convent/Tommy People's
12. The Dancing Bear/Oreaga
13. Walsh's Fancy/The Congress/Spoil The Dance

- Harmony Hill (1993)

1. Apples in Winter
2. Hills of Greenmore
3. Fields of Milltown
4. Bellaghy Fair
5. The Ploughman
6. The Green Mountain
7. Welcome Poor Paddy
8. Jig C Jig
9. The Fair Maid
10. Virginia Set
11. A Stor Mo Chroi
12. Slides and Reels

- Playing with fire (1995)

1. Buckley's Fancy
2. Molly And Johnny
3. Last Nights Fun
4. Wheels Of The World
5. Maire Mor
6. I Buried My Wife
7. The Hungry Rock
8. Cailin Rua
9. Ash Plant Set
10. Peigin Mo Chroi
11. The Game Of Love
12. Willie Lennox
13. Let Down The Blade

- End Of The Day (1996)

1. Touching Cloth
2. Ar Eirinn Ni Neosfainn
3. Jim Coleman's Set
4. An Spailpin Fanach
5. Packie Duignan's
6. Lone Shanakyle
7. Drag Her Round The Road
8. Peata Beag
9. Trip To Sligo
10. Sheila Nee Iyer
11. Kilavill Set
12. I Courted A Wee Girl
13. Josefin's Waltz
14. Eileen McMahon

- Live in Palma (1997)

1. Packie Duigan's
2. Spailpin Fanach
3. Slow Reels
4. Sheila Nee Iyer
5. The Trip To Sligo
6. The Hungry Rock
7. Ar Eirinn Ni Neosfainn
8. Molly and Johnny
9. The Green Mountain
10. I Courted A Wee Girl
11. Round The Road
12. Maire Mhor
13. I Buried Me Wife
14. Hills Of Greanmore
15. Worlds End
16. Peata Beag
17. Pheigin Mo Chroi
18. Jim Coleman's
19. Happy Birthday
20. Lough Eirn's Shore
21. Killavil Jigs
22. Allellu Na Gamhna

- Midsummer Nights (1999)

1. Midsummer's Night
2. Sean Bhain
3. Tenpenny Bit
4. Sweet Viledee
5. Palmer's Gate
6. Erin Gra mo Chroi
7. Lark on the Strand
8. Cairns Hill
9. Maid Father's Garden
10. Abbeyfeale Set
11. An t-Úll
12. Bold Doherty
13. Out on the Road
14. Red Haired Mary

- Decade (2001)

1. The Kilavill Set
2. Molly and Johnny
3. The Lark in the Strand
4. The Hills of Greanmore
5. The Worlds End
6. Apples in Winter
7. Peigin mo Chroi
8. Josefins Waltz
9. An Spailpin Fanach
10. The Hungry Rock
11. Sweet Viledee
12. Palmer's Gate
13. Ar Eirinn Ni Neosfainn
14. Jim Colemans

- Spirit (2003)

1. John Blessings
2. An Rógaire Dubh/Na Ceannabháin Bhána/Páidín O Raifeartaí
3. Father Jack
4. The Fair-Haired Boy
5. Siesta Set
6. The Soldier Laddie
7. Beauties of Autumn
8. The Lag's Song
9. Boots of Spanish Leather
10. O'Raghailligh's Grave
11. Swallows Tail
12. The Cocks Are Crowing
13. Whelans (Jigs) Trounsdells Cross

- A Healing Heart (2005)

1. I Courted a Wee Girl / Josefin's Waltz
2. A Stór Mo Croí
3. Boots of Spanish Leather
4. Willie Lennox
5. Erin Grá mo Chroi
6. Ar Éirinn Ní Neosfainn Cé Hí
7. The Fairhaired Boy
8. Lone Shanakyle
9. I Hope You Still Dance
10. Josefin's Waltz

- Travelling Show (2007)

1. Gypsies, Tramps and Thieves
2. The Coolea Jigs
3. My Bride and I
4. The Cat Went A-Hunting
5. The Bealtine Set
6. Grainne
7. Heading Home
8. The Queen and The Soldier
9. The Masters Return
10. Lord Levett
11. The Jolly Tinker
12. Crucan Na bPaiste